# Мирный (Думиничский район)
Мирный — посёлок в Думиничском районе Калужской области России. Входит в сельского поселения «Деревня Высокое».

## История
После образования совхоза «Красный Октябрь» (1954) было решено построить для него новую центральную усадьбу — посёлок Мирный рядом с д. Высокое. К 1958 он состоял из жилого микрорайона, школы, клуба, магазина, административного здания (конторы). Невдалеке была построена молочно-товарная ферма (Высокская МТФ).
В 1976 рядом прошла трасса Москва-Киев.
Позднее (в 1990-е гг.) границы населенного пункта поменялись: его северную часть отнесли к д. Высокое, а в Мирном остались 14 жилых домов и Высокский Дом культуры.

## Население
- 1988—130 человек.
- 2007 — 50 человек.
- по переписи 2010 г. — 38 человек.